# Nimiq
Nimiq est le nom donné à un ensemble de satellites de télécommunications appartenant à Télésat Canada et utilisés par les télédiffuseurs canadiens, Bell Télé et EchoStar (Dish Network). "Nimiq" est un mot Inuit désignant un objet ou une force qui lie les choses ensemble. Le mot fut choisi à la suite d'un concours lancé en 1998 pour choisir le nom de ces satellites.

## Nimiq 1
Nimiq 1 a été lancé le 21 mai 1999 par un lanceur Proton-K depuis le cosmodrome de Baïkonour au Kazakhstan. Ce fut le premier satellite canadien pour la diffusion directe de signaux de télévision numérique.
- Fabricant: Lockheed Martin
- Type de satellite: Lockheed Martin A2100AX
- Poids: 3 600 kg (environ 7 920 livres)
- Dimensions: 5,8 x 2,4 x 2,4 m et un 27m2 de panneaux solaire
- Alimentation en courant continu: 120 watts
- Durée de vie prévue: 12 ans
- Nombre de transpondeurs: 32
- Véhicule: lanceur russe Proton-K

## Nimiq 2
Nimiq 2, lancé le 29 décembre 2002 par un lanceur Proton-M, comprend 32 répéteurs en bande Ku. Nimiq 2 fournit une bande passante supplémentaire pour la TVHD et les applications de télévision interactive. Le 20 février 2003, le satellite a connu une panne partielle de courant ne permettant d'alimenter que 26 de ses 32 répéteurs en bande Ku.

## Nimiq 3, 4i, 4iR
Nimiq 3 et Nimiq 4i ont été loués par Bell Télé de DirecTV quand ils étaient déjà en orbite. Initialement appelés DirectTV-3 et DirectTV-2 respectivement, ces modèles Hughes HS-601 ont vu leur durée d'utilisation prolongée et sont utilisés pour partager une partie de la charge de travail de Nimiq 2 et Nimiq 1, respectivement. Nimiq 4i a manqué de carburant et a été remplacé par Nimiq 4iR le 28 avril 2007.

## Nimiq 4
Nimiq 4 a été lancé le 19 septembre, 2008, par une fusée Proton-M depuis le cosmodrome de Baïkonour au Kazakhstan. Il remplacera Nimiq 4i, et doit fournir des services avancés tels que la télévision haute définition , diversifier l'offre avec la retransmission des chaînes spécialisées et la programmation en langue étrangère.
- Fabricant: EADS Astrium
- Type de satellite: Eurostar E3000S
- Poids: 4800 kg (environ 10 600 livres)
- Dimensions: 39 m2 de panneaux solaires
- Puissance: 12 kW en fin de vie
- Durée de vie prévue: 15 ans
- Nombre de transpondeurs: 32 en bande Ku et 8 en bande Ka.
- Véhicule: lanceur russe Proton-M

## Nimiq 5
En 2009 , Télésat Canada a annoncé avoir des plans pour construire et lancer son 19e satellite, Nimiq 5. International Launch Services (ILS) fut sélectionné pour le lancement du satellite Nimiq 5 qui eut lieu la même année. Space Systems/Loral (SSL) a été sélectionné pour la construction du satellite.
Dish Network a loué la totalité de la charge utile, soit les 32 transpondeurs en bande Ku. Le satellite est localisé à 72,7 ° de longitude Ouest.
La fabrication du satellite inclut des contrats avec des industriels canadiens pour la réalisation de certains composants du satellite, dont les multiplexeurs et les commutateurs de Com Dev International Ltd. de même que les antennes de MacDonald, Dettwiler and Associates Ltd (MDA Ltd).
Le satellite Nimiq 5 a été livré par le fabricant, Space Systems/Loral situé à Palo Alto en Californie, au Cosmodrome de Baïkonour, au Kazakhstan, le 18 août, 2009. Télésat Canada a contracté avec International Launch Services en avril 2007 pour le lancement de Nimiq 5 par un lanceur Proton-M.
Nimiq 5 a été lancé avec succès du cosmodrome de Baïkonour au Kazakhstan à 19:19:19 UTC, le 17 septembre 2009.

## Nimiq 6
Le satellite Nimiq 6 a été loué pour toute sa durée de vie par Bell Télé qui l'utilisera pour desservir les abonnés à la télévision par satellite de radiodiffusion directe (SRD) partout au Canada,,. Nimiq 6 a été lancé depuis le cosmodrome de Baïkonour le 17 mai 2012,.
- Fabricant: Space Systems/Loral
- Type de satellite: LS-1300
- masse de lancement: 4745 kg (10 461 lb)
- Puissance: 25 kW
- Durée de vie prévue: 15 ans
- Nombre de transpondeurs: 32 en bande Ku
- Véhicule: lanceur russe Proton-M / Briz M
- Lieu: 91,1 Ouest

## Satellites Nimiq ayant reçu une approbation de principe
Les satellites suivants ont reçu une approbation de principe par le gouvernement canadien pour leur mise en orbite et ne sont pas encore en opération en date du 12 août 2016.

### Nimiq 7
- Service de satellite: BSS[11]
- Bande(s) utilisée(s): 17 GHz (17,3 – 17,8 GHz du satellite vers les stations terrestres; 24,75 – 25,25 GHz des stations terrestres en direction du satellite)[12]
- Position orbitale autorisée: 107,3° de longitude Ouest[11]

### Nimiq 8
- Service de satellite: BSS[11]
- Bande(s) utilisée(s): 17 GHz[11]
- Position orbitale autorisée: 111,1° de longitude Ouest[11]